# Portugália borászata

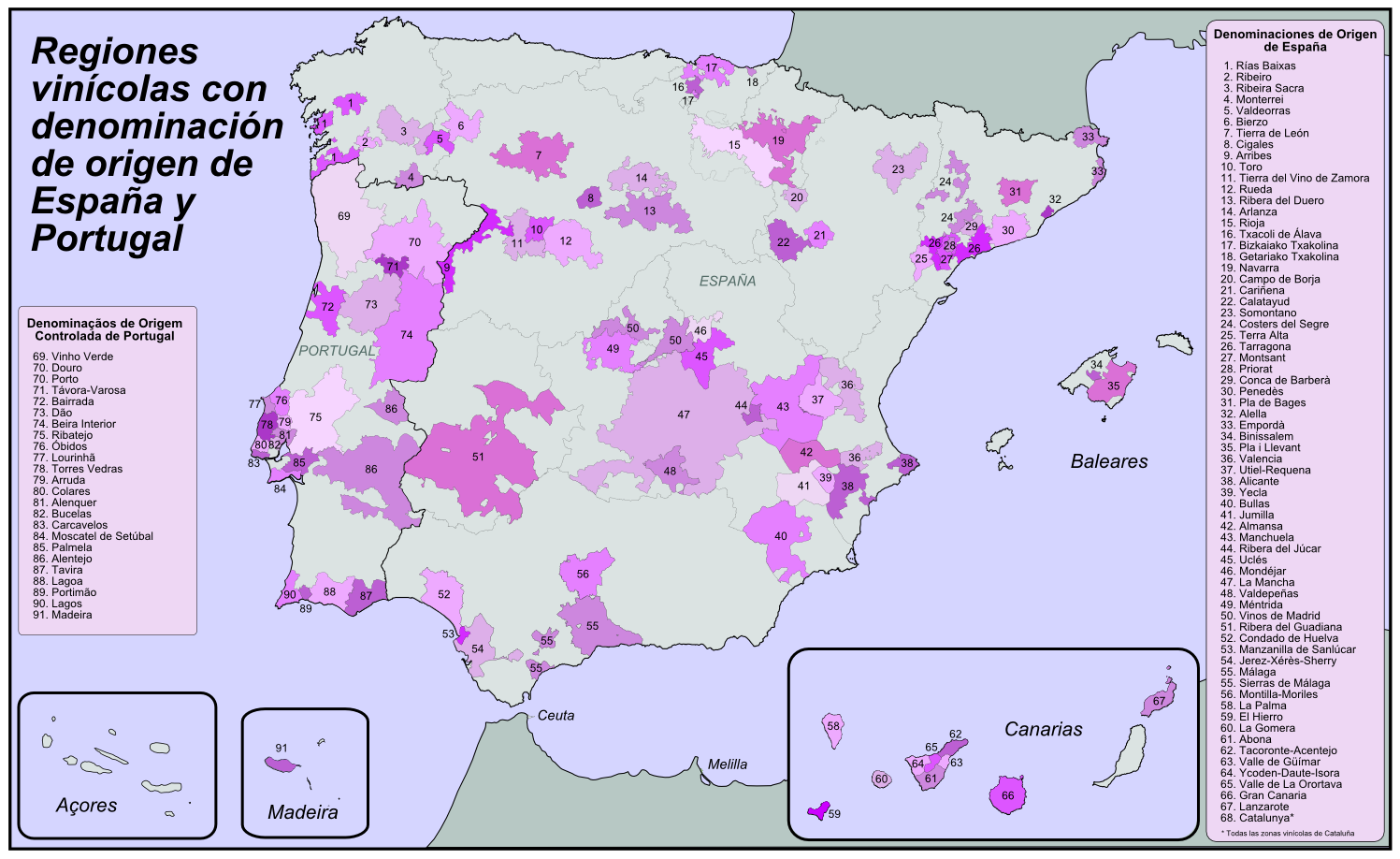
Portugália és Spanyolország borvidékei

Portugália a világ 6. bortermelője; az ország területének abszolút többsége borvidék. A szárazföldi terület hagyományos exportcikke a portói bor, Madeira szigetéé a madeirai likőrbor. Kontinentális területein hagyományosan vörös-, fehér- és habzóborokat is termelnek; a leghíresebbek a vörösborok.

## Portugália borvidékei
Az összes szőlőterület nagyjából 260 000 ha. Fő borvidékei:
- Vinho Verde
- Alto Douro
- Bairrada
- Dao
- Estremadura
- Ribatejo
- Alentejo
- Algarve
- Madeira

Ezek éghajlatának fő jellemzői a téli esők és a nagy nyári hőség.

## Termesztett fajták
Portugáliát viszonylagos elszigeteltsége sokáig megóvta a szőlőtelepítő divatáramlatoktól; az ültetvények többsége máig őshonos portugál fajta; kisebb részüket Franciaországból telepítették be. 
Az Alto Douro borvidéken a szigorú előírások szinte csak őshonos portugál fajták termesztését engedik meg. A portói bort főleg az alábbi, „klasszikus” fajták adják:
- touriga nacional,
- touriga franca,
- tinta roriz (ezt Spanyolország határterületein tempranillo néven kedvelik).
- tinta cao,
- tinta barroca.

A Madeira borvidék legfontosabb szőlőfajai:
- terrantez,
- bastardo,
- muskotály,
- listrao,
- sercial,
- verdelho,
- boal és kiváltképp a
- malvázia.

A két híres boron kívül az ország sokáig semmivel nem jelentkezett a világpiacon: a hazai piacra főként hagyományosan, nagy hordókban érlelt, oxidált, tömény borokat termeltek. A változás 1986-ban kezdődött, amikor Portugália csatlakozott az Európai Unióhoz. A pincészeteket uniós támogatásokkal sorra felújították; a borok azóta rohamosan fejlődnek.
További, jelentősebb területen termesztett fajták:
- jaen (élénk, fiatal borok),
- arinto (fehér)
- argones (ez is a spanyol tempranillo megfelelője)

## A portugál borok minősítő kategóriái
A portugál bortörvény az alábbi kategóriákat különbözteti meg:
- DOC (Denominacao de Origem Controlada) — védett eredetű bor,
- IPR (Indicacao de Provenioncia Regulamentada) — eredeti megnevezésű, minőségi bor,
- Vinho de Mesa — általános asztali bor,

- Vinho Regional — tájbor.